# كاوري كوباياشي
كاوري كوباياشي (باليابانية: 小林香織؛ بالكانا: こばやし かおり) هي عازفة ساكسفون وملحنة يابانية، ولدت في 20 أكتوبر 1981 في كاواساكي في اليابان.

## وصلات خارجية
- الموقع الرسمي
- كاوري كوباياشي على موقع ميوزك برينز (الإنجليزية)
- كاوري كوباياشي على موقع أول ميوزيك (الإنجليزية)
- كاوري كوباياشي على موقع ديسكوغز (الإنجليزية)